# ジャンヌ・ブルナット
ジャンヌ・マリア・ブルナット（Jeanne Maria Bournat、1903年1月22日 - 2014年12月20日）は、フランスのスーパーセンテナリアン。オーヴェルニュ＝ローヌ＝アルプ地域圏、ピュイ＝ド＝ドーム県在住であり、生前はフランスで4番目に長寿な人物であった。また、当時のオーヴェルニュ＝ローヌ＝アルプ地域圏においての歴代最高齢記録を樹立した人物でもあった。

## 人物
1903年1月22日の午後11時ごろ、ピュイ＝ド＝ドーム県に生まれる。彼女の父親は第一次世界大戦で戦った兵士であった。若いころの夢は、農民となり農家と結婚することであったという。1925年、農家のアドルフ・ブルナットと結婚。2人の息子を持ったが、それぞれ1978年、1979年に亡くなっている。その後孫娘のアグネスとともに引っ越し、同地の老人ホームに移住する106歳まで同地で暮らした。当時の趣味はガーデニングで、104歳まで続けたという。110歳の時点でもヴィクトル・ユーゴーの作成した詩を間違わずに暗唱することができたという。自身の長寿について、躊躇いなく、「決してタバコを吸わず、飲酒をしない」と言うとされた。
2014年12月20日の午前8時ごろ、ピュイ＝ド＝ドーム県のマリンゲにて111歳332日で死去した。112歳の誕生日のおよそ1か月前であった。